# Charlestown of Aberlour
Charlestown of Aberlou – miasteczko położone w hrabstwie Moray w Szkocji. Zostało założone w 1812 roku W 2011 roku miasto miało 972 mieszkańców.